# Amblyscarta flavopunctata
Amblyscarta flavopunctata är en insektsart som först beskrevs av Blanchard 1852.  Amblyscarta flavopunctata ingår i släktet Amblyscarta och familjen dvärgstritar. Inga underarter finns listade i Catalogue of Life.